# Parker Pyne
Parker Pyne è un personaggio protagonista dei gialli di Agatha Christie; è l'ultimo, in ordine cronologico, dei sette investigatori "fissi" inventati da Christie, tra quelli che compaiono in più di una storia (gli altri sono i più celebri Hercule Poirot, Miss Marple, la coppia Tommy e Tuppence e la coppia Quin e Satterthwaite).
Pyne appare in 14 racconti di Agatha Christie, 12 della raccolta Parker Pyne indaga che segnano il suo esordio letterario più altri due, presenti nella raccolta di racconti In tre contro il delitto: La stella del mattino e Il caso della baia di Pollensa. Quest'ultimo racconto è presente anche nella raccolta postuma uscita nel Regno Unito nel 1991 Problem at Pollensa Bay and Other Stories.

## Descrizione del personaggio
(dal primo racconto con protagonista Parker Pyne, Il caso della signora di mezz'età.)
Parker Pyne è un impiegato statale in pensione, che vuole mettere a disposizione delle persone l'esperienza accumulata in trentacinque anni passati a compilare statistiche.
L'autrice così descrive Parker Pyne:
(Da Il caso della signora di mezz'età)

## Raccolte di racconti
Raccolta di racconti interamente dedicata:
- Parker Pyne indaga

Raccolta di racconti condivisa (con Hercule Poirot e Miss Marple):
- In tre contro il delitto, racconti che riguardano Parker Pyne:
  - La stella del mattino
  - Il caso della baia di Pollensa